# Canal Grande di Trieste

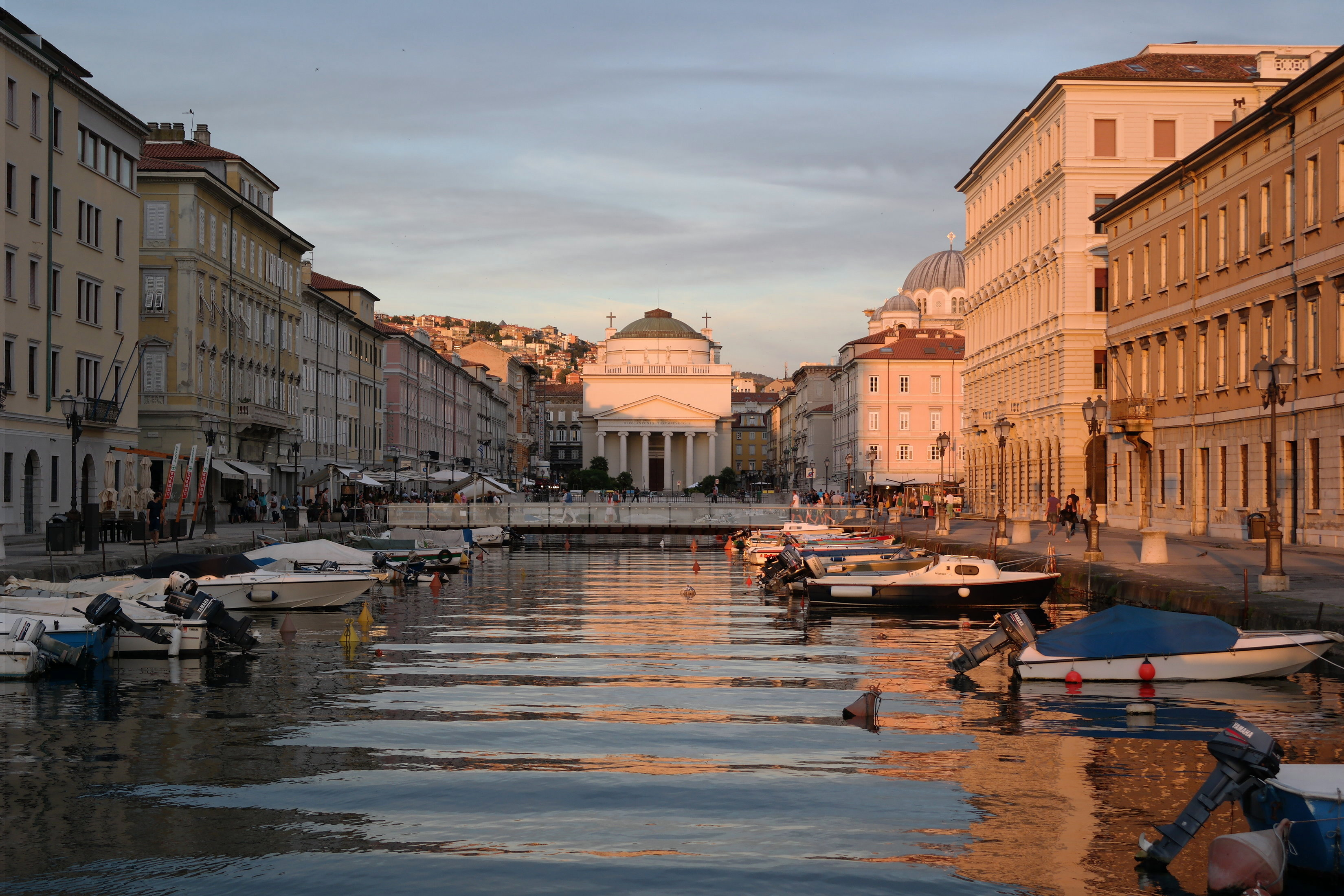
Il canale visto dal lato mare verso la chiesa di Sant’Antonio

Il Canal Grande di Trieste è un canale navigabile che si trova nel cuore del Borgo Teresiano, in pieno centro della città, a metà strada circa tra la stazione ferroviaria e piazza Unità d'Italia, con imboccatura dal bacino di San Giorgio del Porto Vecchio.

## Storia
Fu realizzato nel 1754-1756 dal veneziano Matteo Pirona, scavando ulteriormente il collettore principale delle saline, quando queste vennero interrate per permettere lo sviluppo urbanistico della città all'esterno delle mura. È stato costruito affinché le imbarcazioni potessero giungere direttamente sino al centro della città per scaricare e caricare le loro merci.
Nella sua conformazione iniziale, il canale era più lungo di come si presenta oggi, ed arrivava sino a lambire la chiesa di Sant'Antonio. La parte terminale del canale è stata infatti interrata nel 1934, con le macerie derivanti dalla demolizione della città vecchia, ricavando così l'attuale piazza Sant'Antonio. Nell'interramento si dice che sia stata sepolta anche una piccola nave torpediniera che si trovava lì ormeggiata in avaria ed abbandono dalla fine della guerra sebbene dalle fotografie dell'epoca, ritraenti i lavori di interramento, non si scorga alcuno scafo.

## I palazzi
Sull'area del canale si affacciano:
- il fianco del palazzo Aedes, detto grattacielo rosso (1928 - architetto Arduino Berlam) (facciata principale sulle Rive);
- la sede espositiva del palazzo Gopcevich (1850 – architetto Giovanni Andrea Berlam), la cui facciata si distingue per il particolare disegno a greche rosse e gialle, sede anche del Museo teatrale Carlo Schmidl;
- la neoclassica chiesa di Sant’Antonio Taumaturgo (1849 – architetto Pietro Nobile), da tutti conosciuta come Sant'Antonio Nuovo;
- il caffè Stella Polare, uno dei caffè storici di Trieste;
- il tempio serbo-ortodosso della Santissima Trinità e di San Spiridione (1869 - architetto Carlo Maciachini), con le caratteristiche cupole di color celeste;
- il fianco del palazzo Genel (1873 – Domenico Monti) (facciata principale su piazza Ponterosso);
- il fianco del palazzo Carciotti (1805 – architetto Matteo Pertsch) (facciata principale sulle Rive).

## I ponti

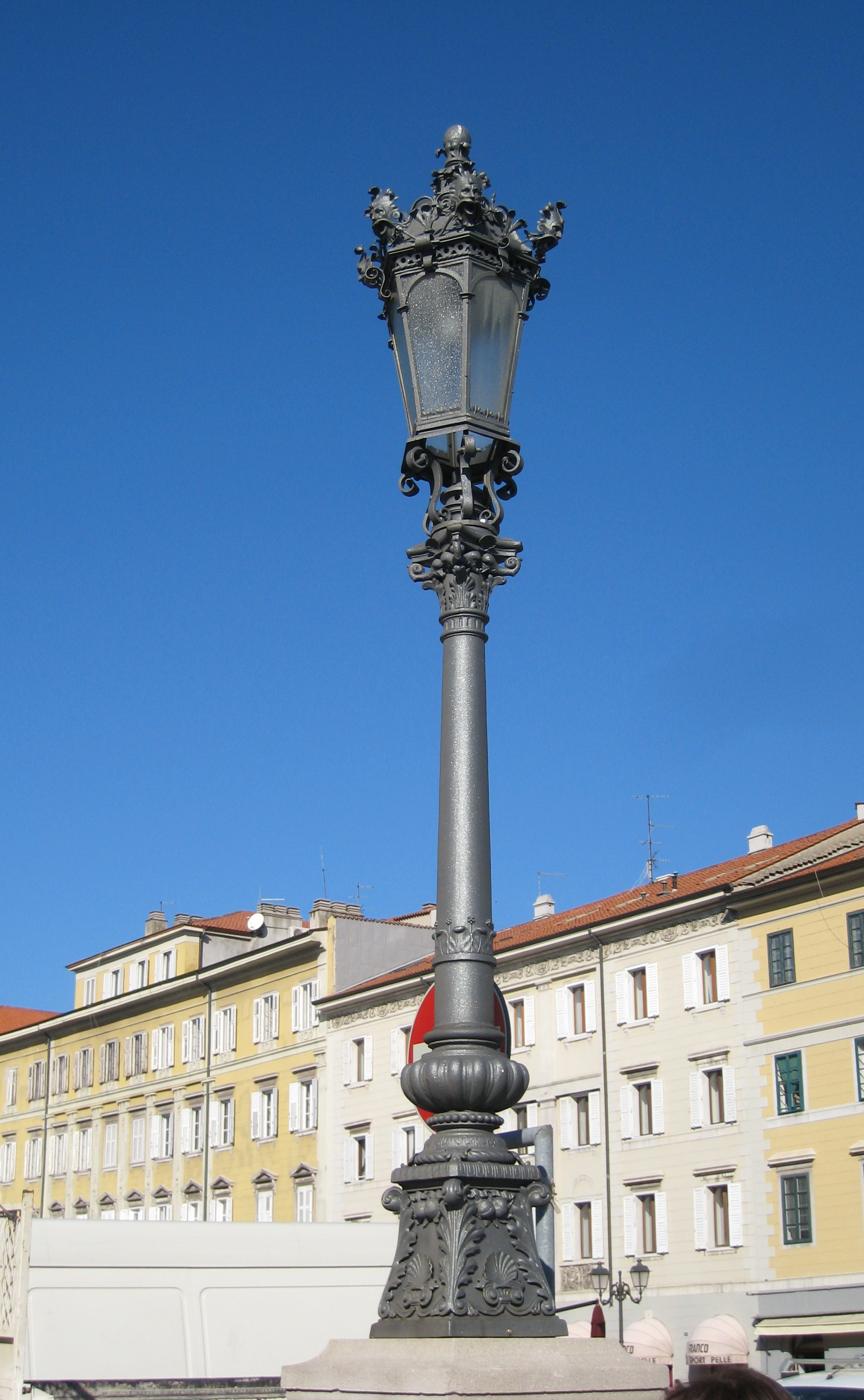
I fanali del Ponte Rosso

Il canale è attraversato oggi da due ponti e da una passerella pedonale.
- Il Ponte Rosso, a metà canale, fu costruito in legno nel 1756, appena ultimata la costruzione del canale. Era allora l'unico ponte esistente, in quanto gli altri ponti vennero costruiti in epoca successiva. Fu rifatto ampliandolo una decina d'anni dopo e rifatto ancora, questa volta in ferro, nel 1832. Sul Ponte Rosso si trova la statua dello scrittore irlandese James Joyce, in ricordo della sua permanenza in città. Ai quattro estremi del ponte sono posizionati sui parapetti quattro fanali che precedentemente ornavano la statua della dedizione di Trieste all'Austria che si trovava un tempo in piazza Libertà, dinanzi alla stazione ferroviaria. La statua fu inaugurata nel 1889 e rimossa nel 1919.
- Il Ponte Verde, all'inizio del canale, all'imbocco dal mare, fu costruito in ferro nel 1858. Gli fu affiancato nel 1904 un altro ponte, detto Ponte Bianco o Ponte Nuovo, sul quale passava la ferrovia che una volta collegava il porto vecchio al porto nuovo passando per le Rive. All'inizio del canale, a ridosso del ponte, si trova uno squero per la messa a secco e la manutenzione delle piccole imbarcazioni.

Il nome dei ponti deriva dal colore con cui erano dipinte in origine le loro strutture. All'epoca della loro costruzione i ponti erano girevoli o apribili, per permettere l'accesso al canale dei velieri per lo scarico delle merci. I ponti mobili furono successivamente sostituiti dagli attuali ponti fissi in muratura, che però consentono soltanto il passaggio di piccole imbarcazioni durante la bassa marea. Il Ponte Rosso fu sostituito nel 1925, e il Ponte Verde nel 1950. Con queste edificazioni il Ponte Verde e il Ponte Bianco divennero un'unica struttura.
- Una passerella pedonale lunga 25 m, posata sul canale il 4 dicembre 2012 ed inaugurata il 23 marzo 2013 collega Via Cassa di Risparmio con Via Trento. È realizzata con una struttura in acciaio, parapetti in vetro infrangibile alti 120 cm e un corrimano su entrambi i lati, sotto al quale sono collocati dei corpi a led che illuminano il camminamento, rivestito in pietra di d'Istria e acciaio.

## Le piazze

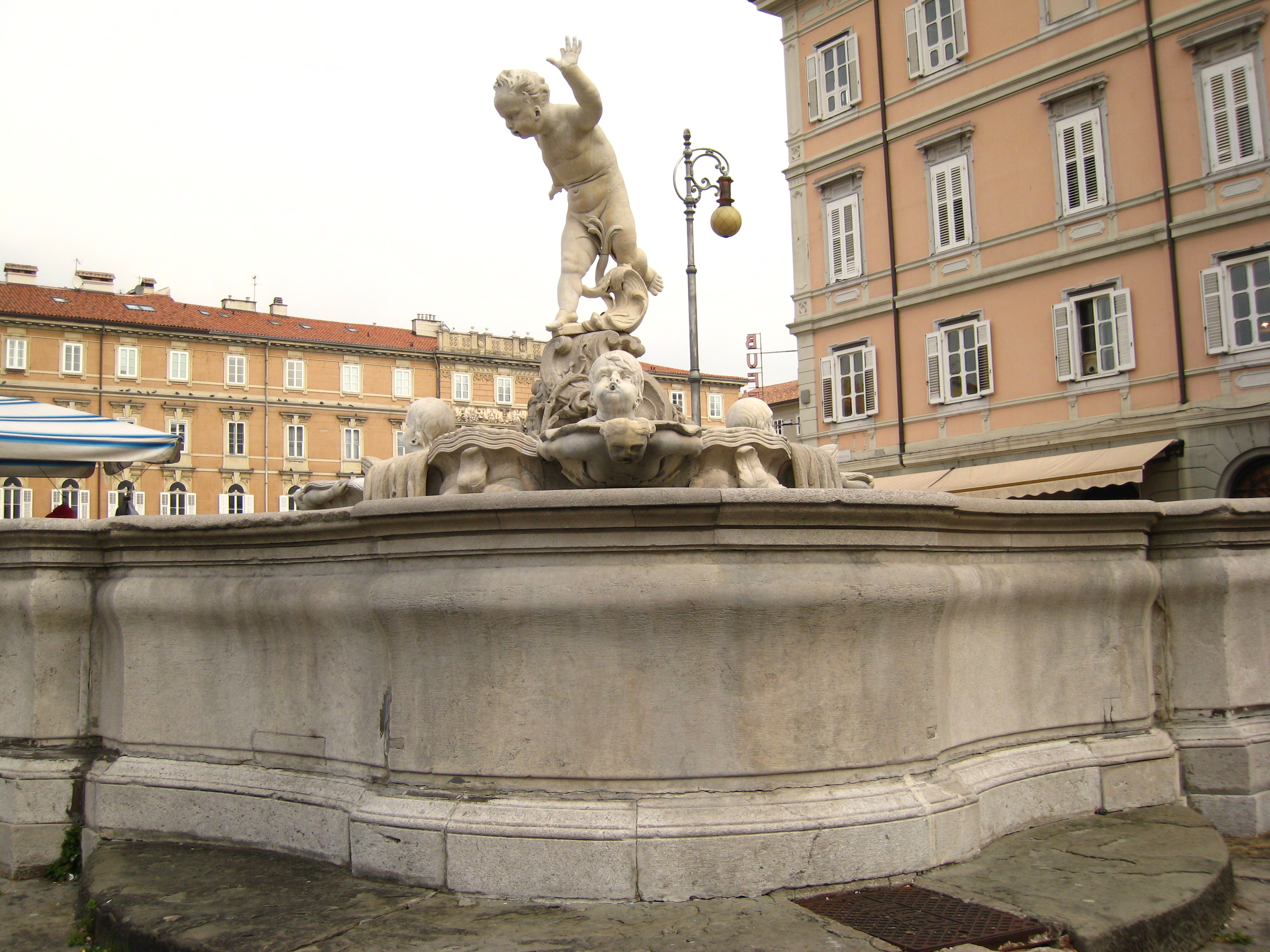
La fontana di piazza Ponterosso

A fianco del Ponte Rosso si trova l'omonima piazza Ponterosso, sede di mercatino all'aperto di frutta, verdura e fiori. Nel tempo il vivace mercatino si è notevolmente ridotto, e non si odono più i caratteristici richiami che le venditrici, chiamate venderigole, lanciavano ai loro clienti. Su un lato della piazza si trova una fontana (1753 – Giovanni Battista Mazzoleni), con al centro la statua di un puttino, familiarmente chiamato Giovannin de Ponterosso, per il fatto che l'acqua che lo alimentava proveniva dal rione di San Giovanni.
Alla fine del canale si trova invece la già citata piazza Sant'Antonio, allestita a giardino, con una grande fontana al centro. Sulla piazza si affaccia il caffè Stella Polare, uno dei caffè storici di Trieste.

## Galleria d'immagini

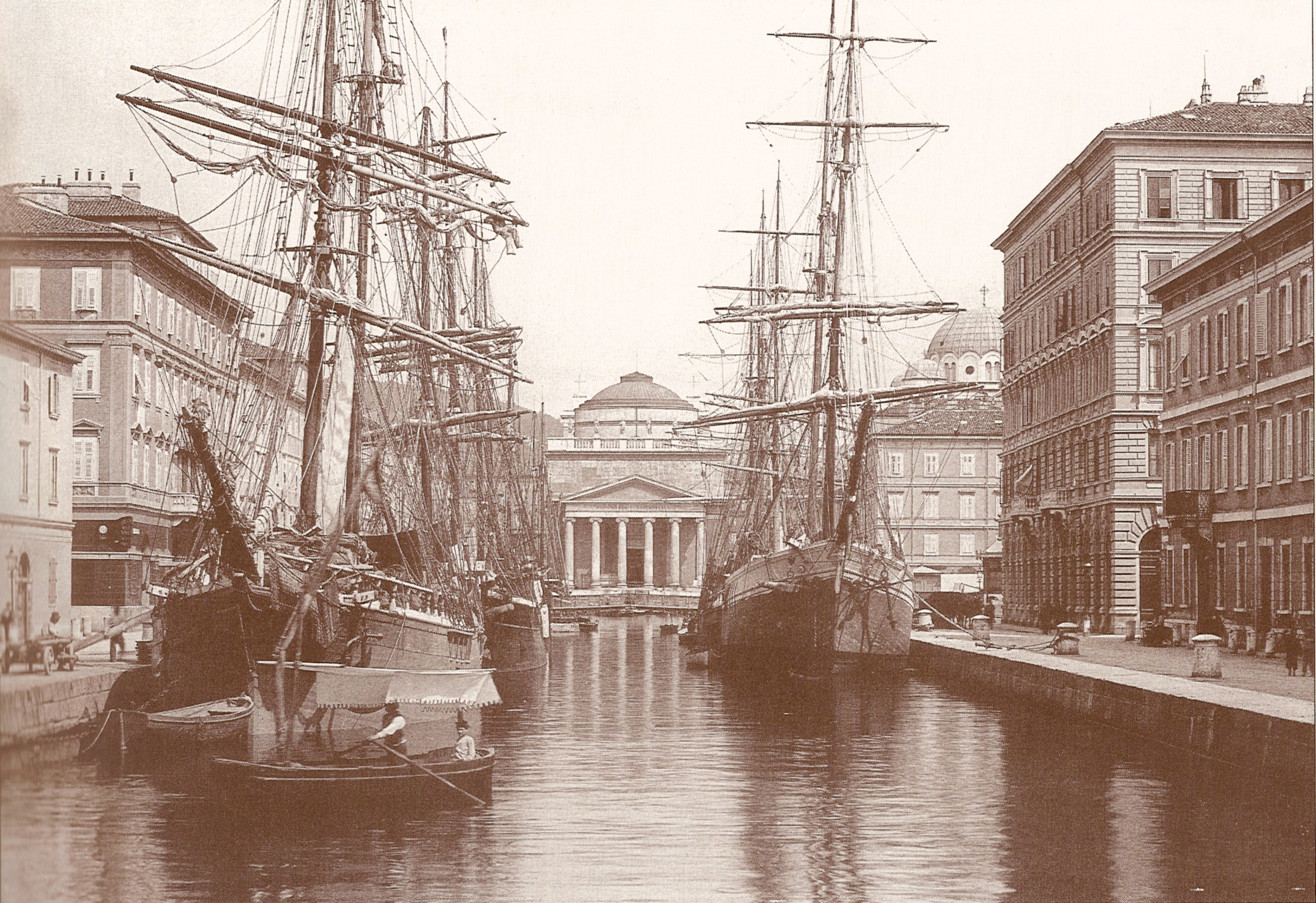
Una stampa che raffigura il canale nel 1900
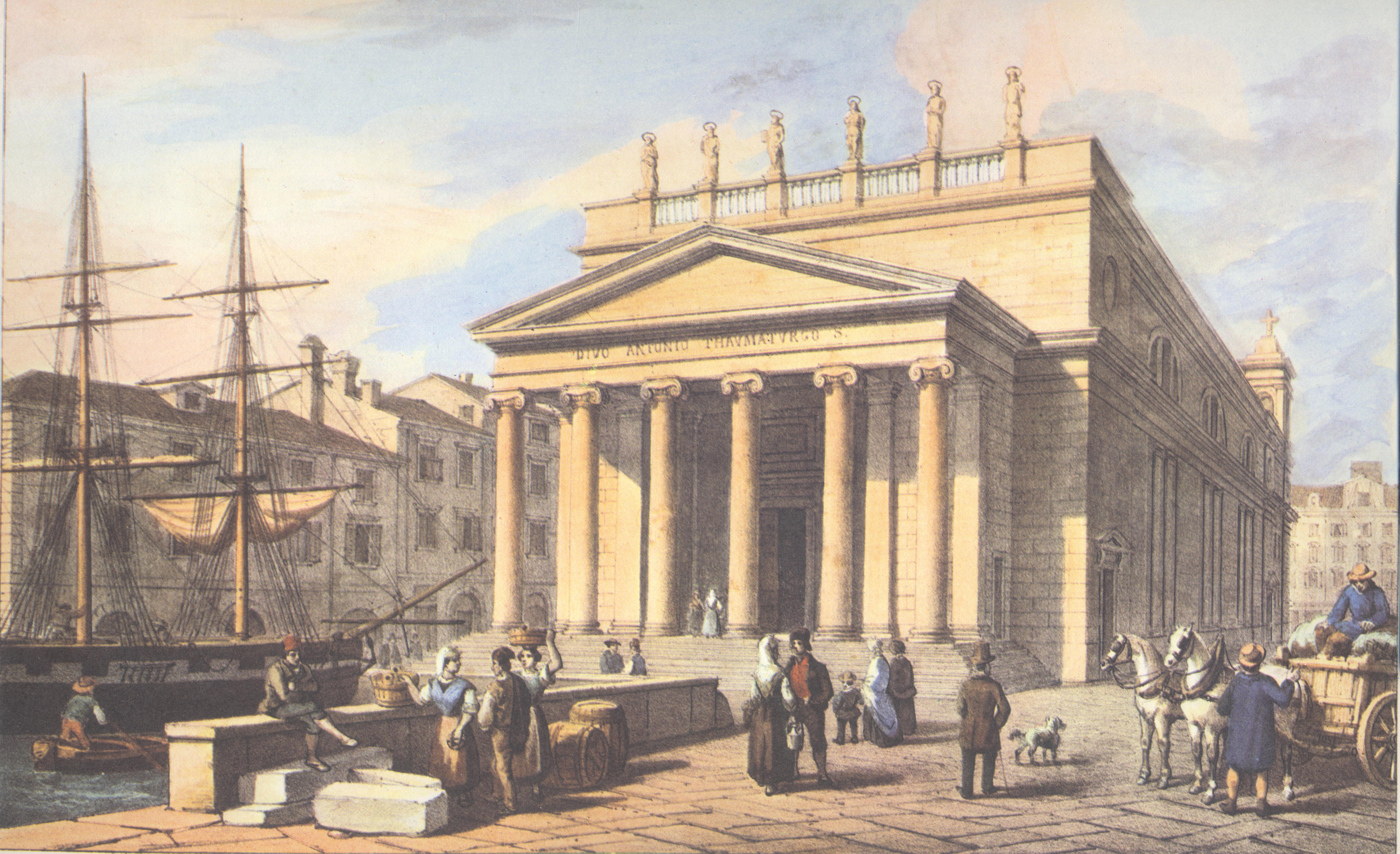
Un disegno di Marco Moro del 1854; il canale arrivava ancora sin sotto la chiesa
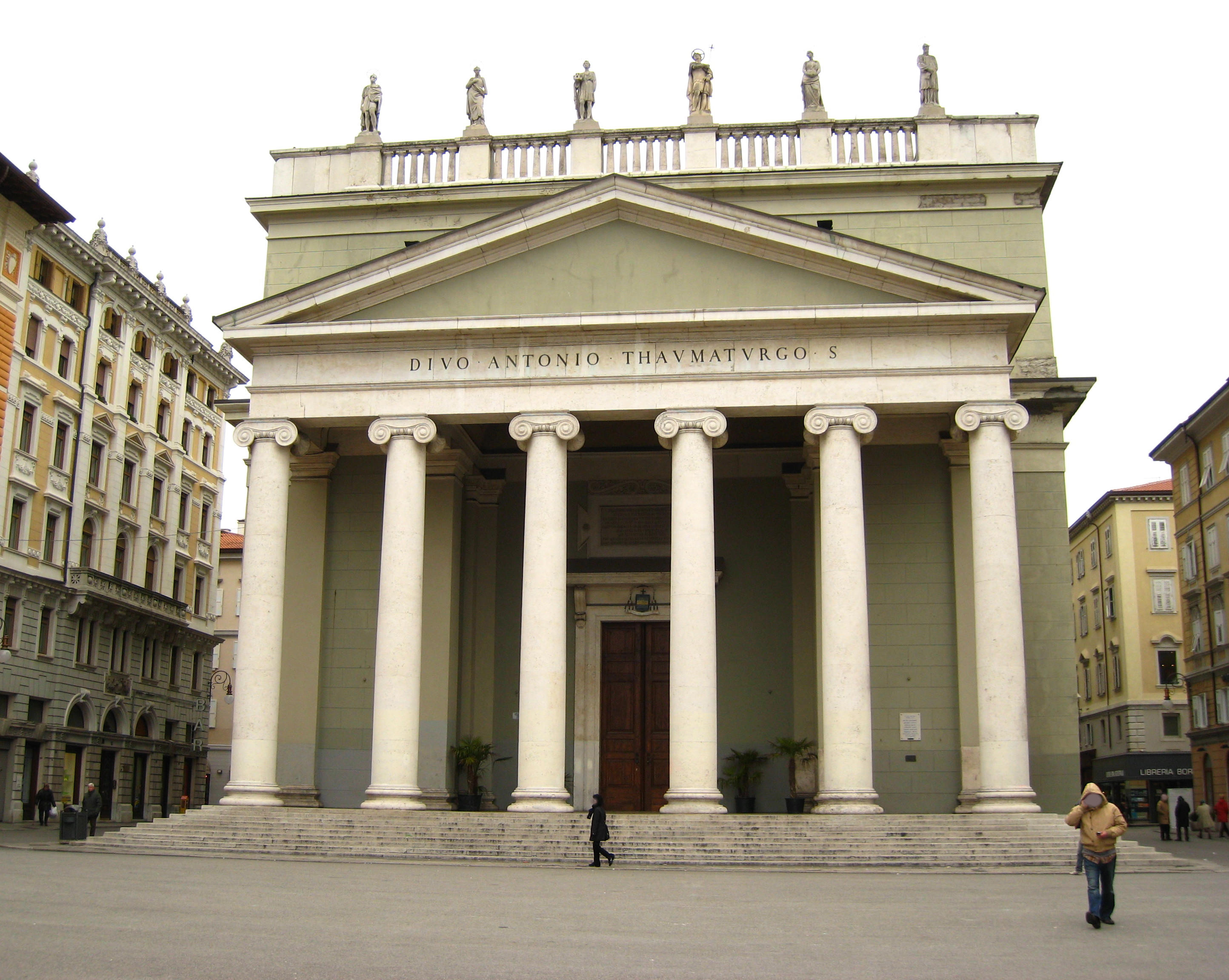
La chiesa di Sant’Antonio nuovo
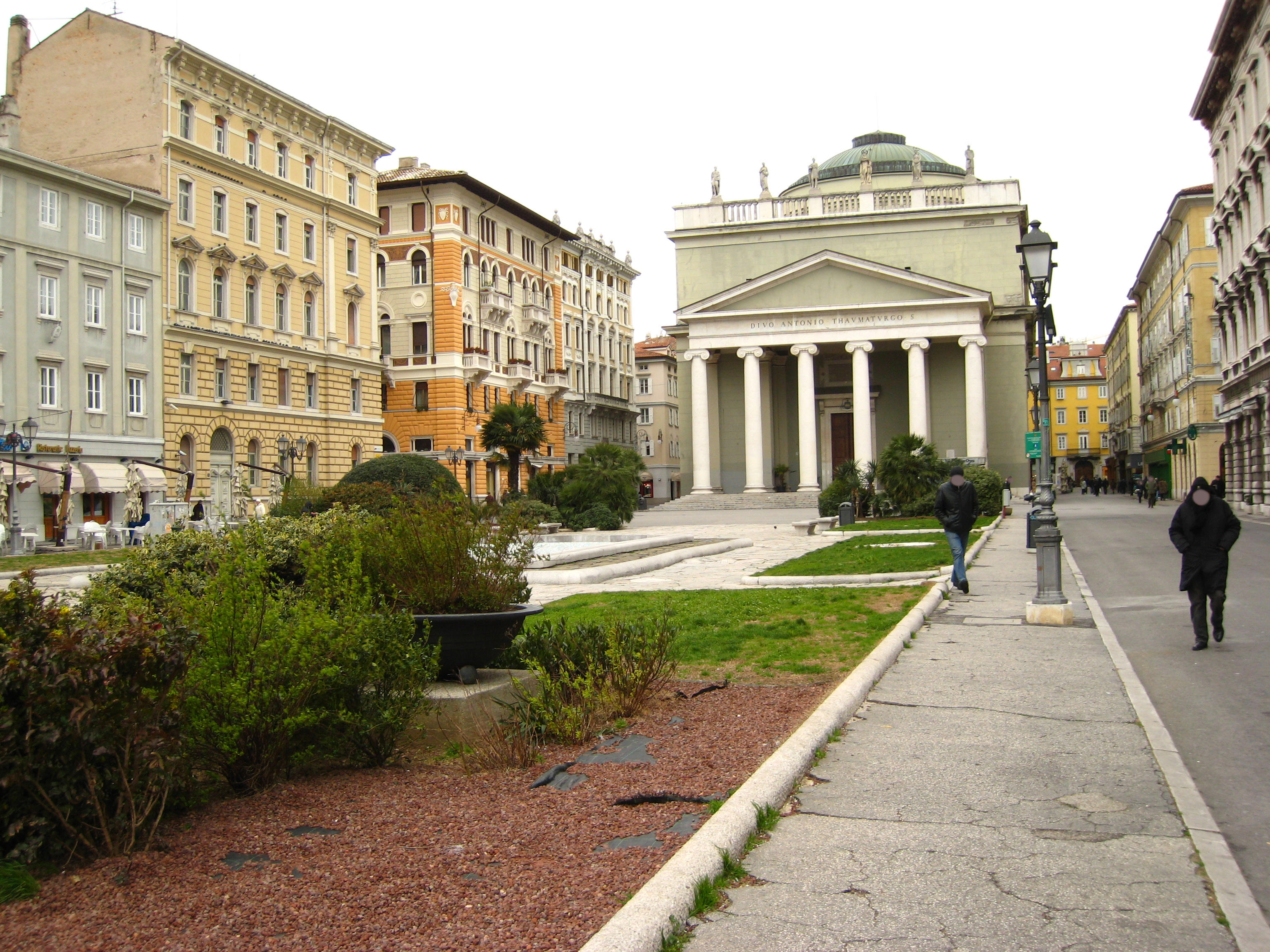
Piazza Sant'Antonio
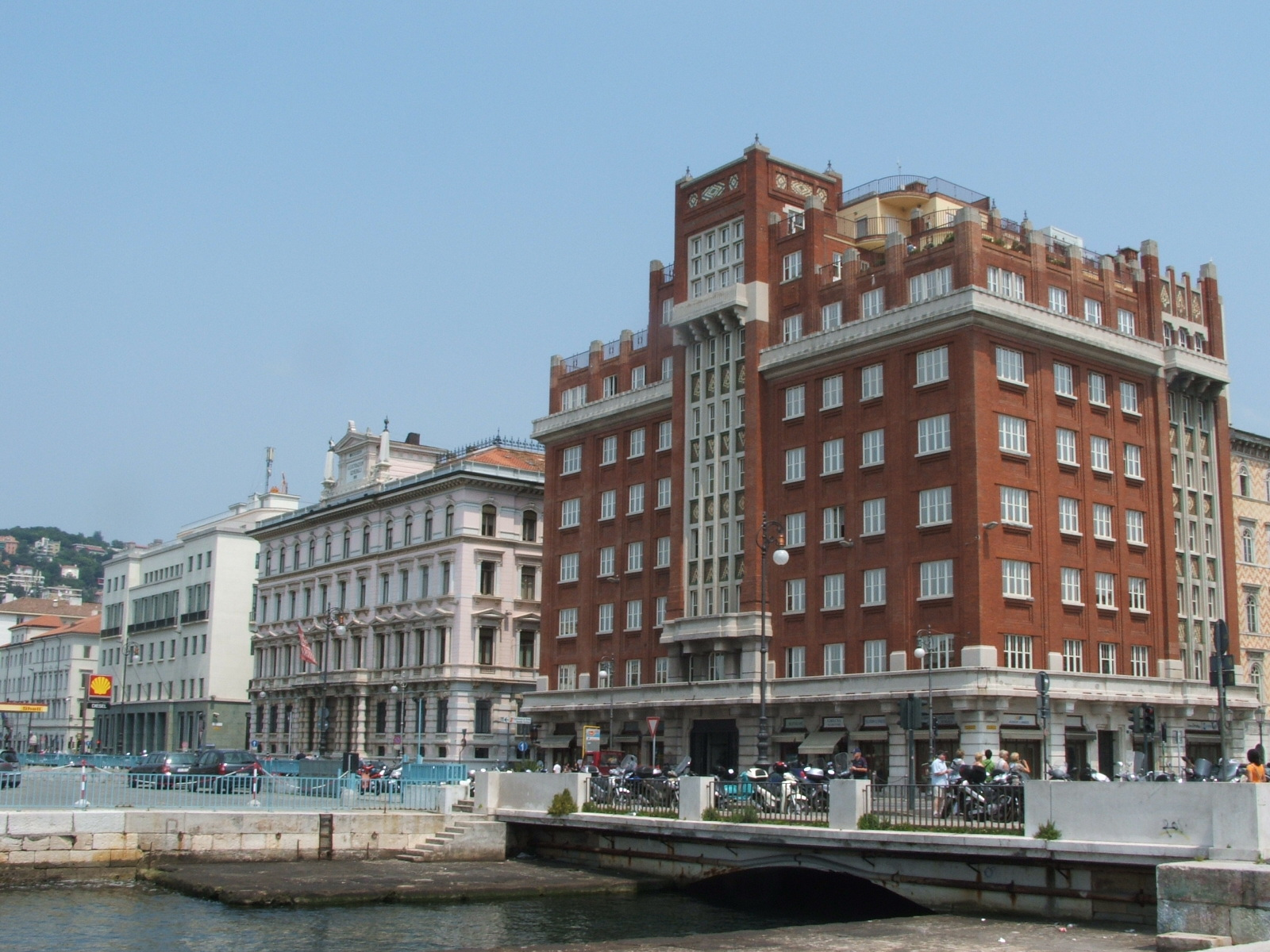
Il grattacielo rosso
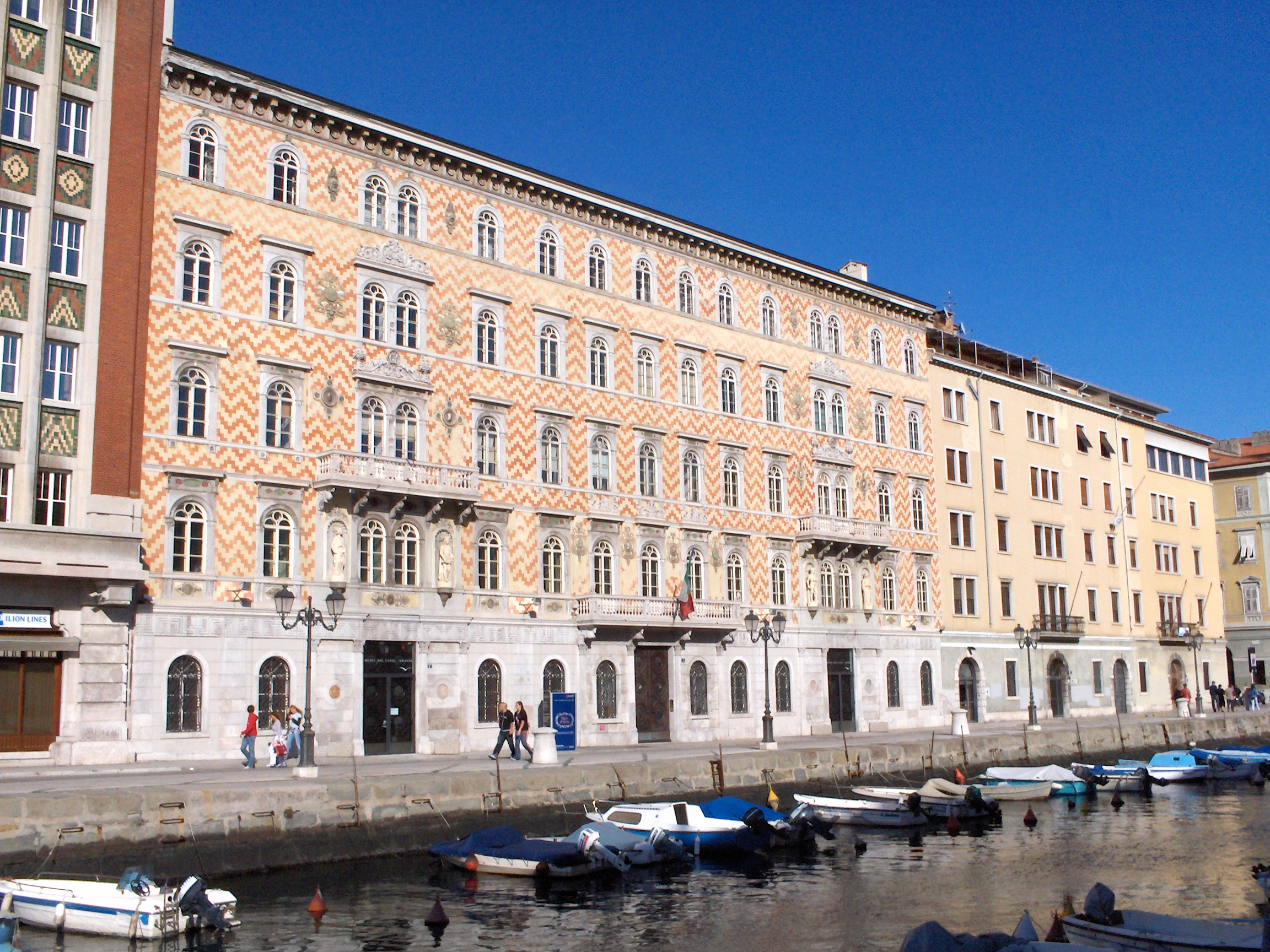
Palazzo Gopcevich
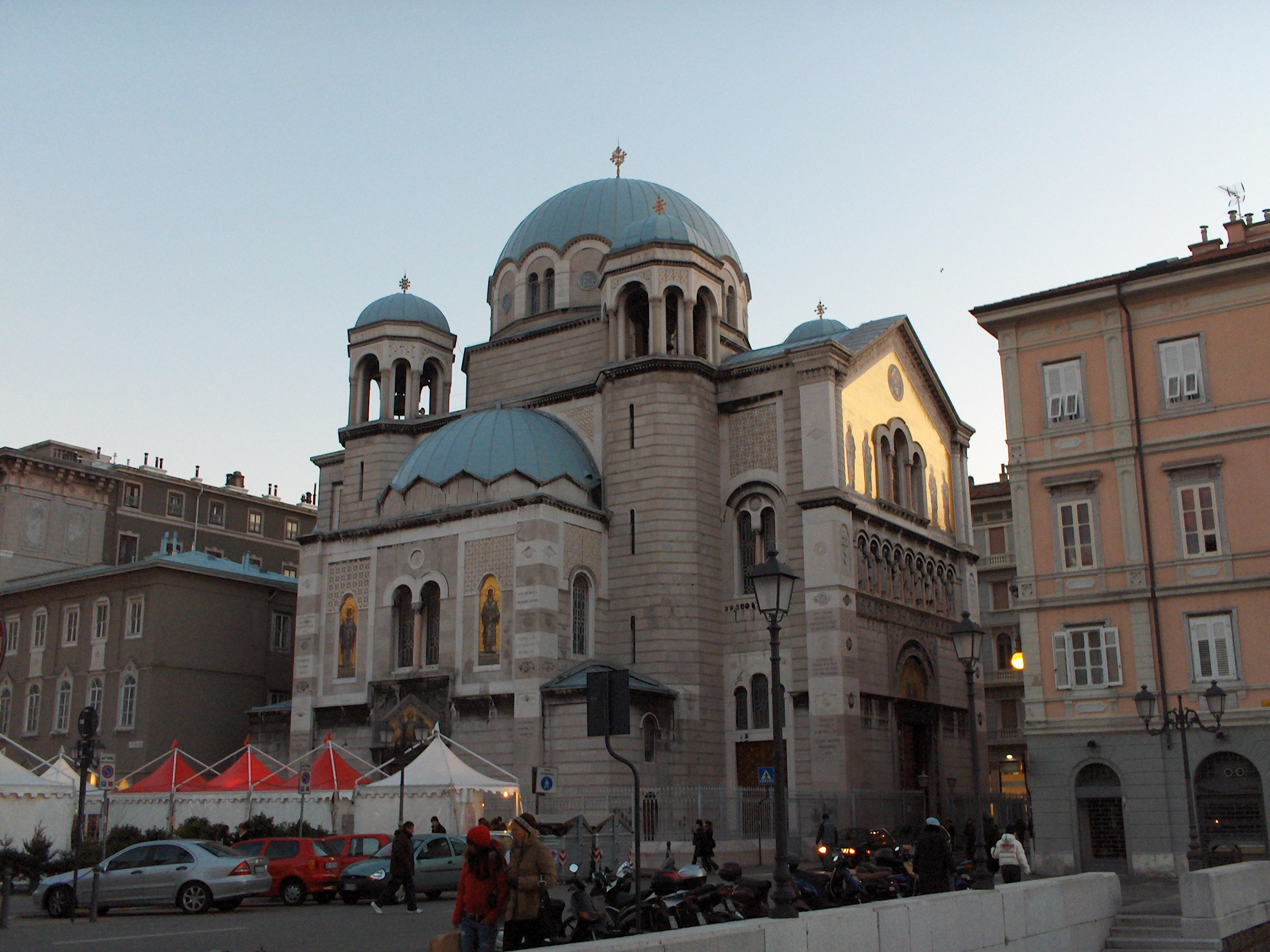
Il tempio di San Spiridione
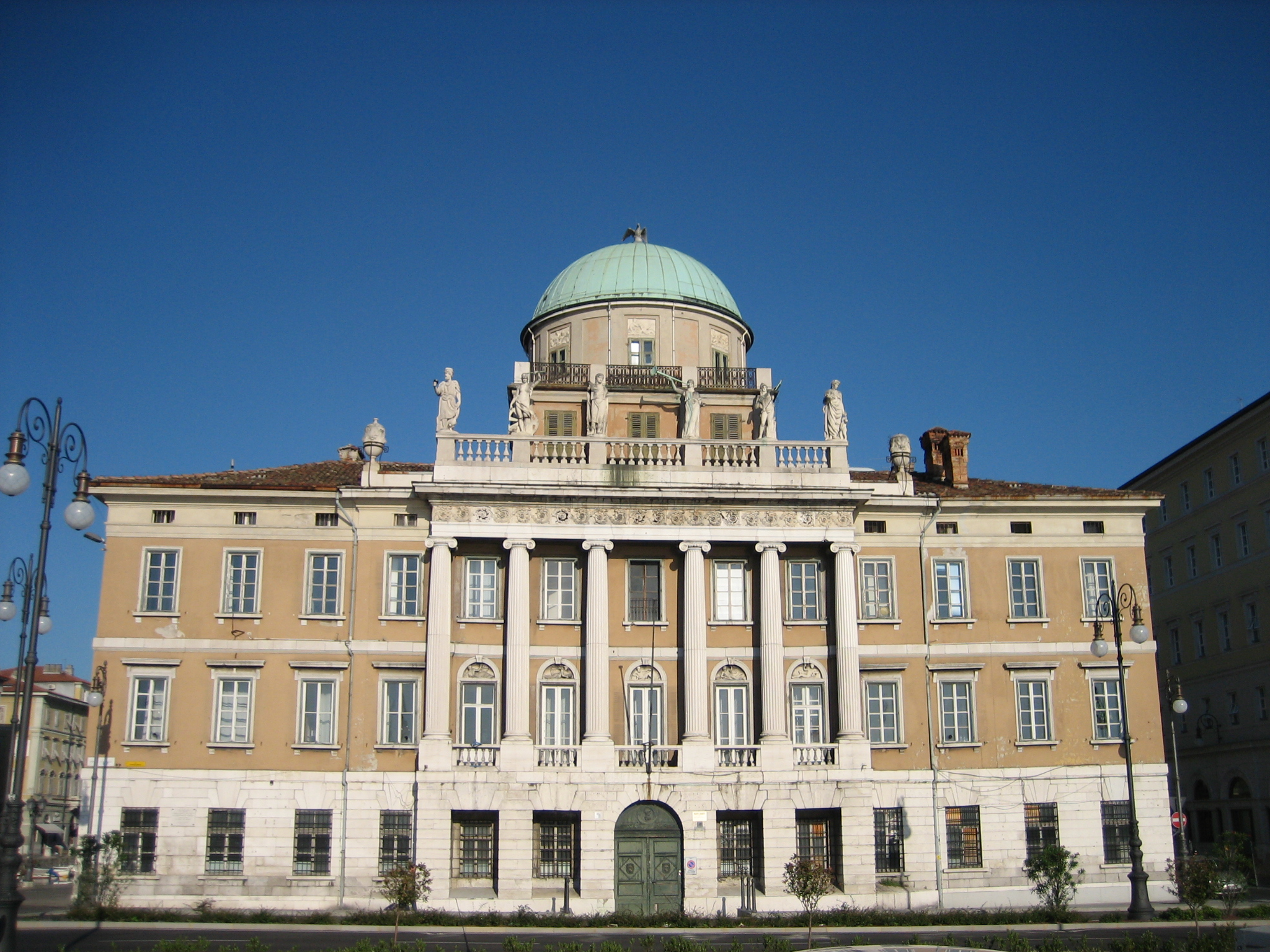
Palazzo Carciotti
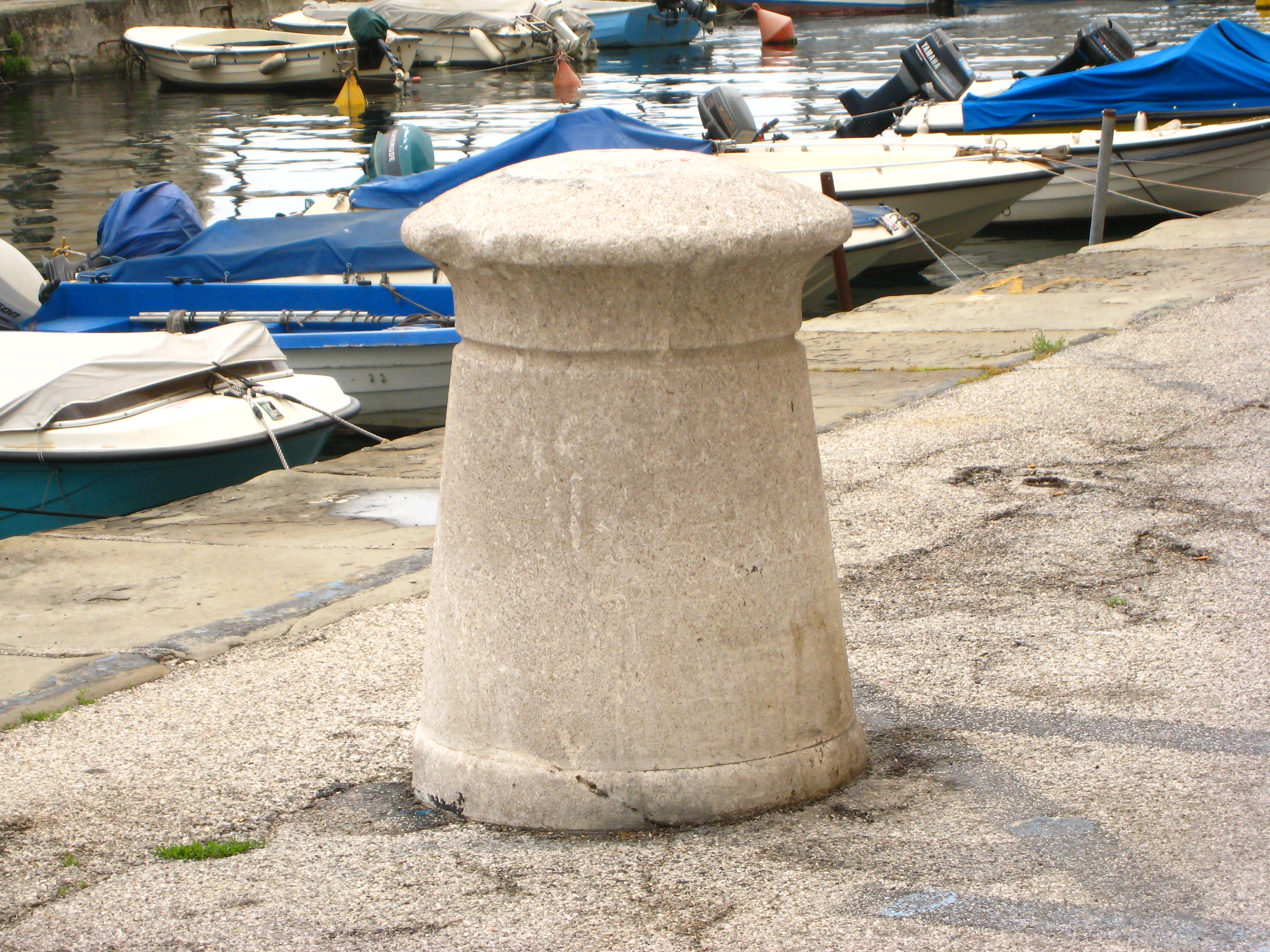
Una delle bitte in pietra alle quali attraccavano i velieri
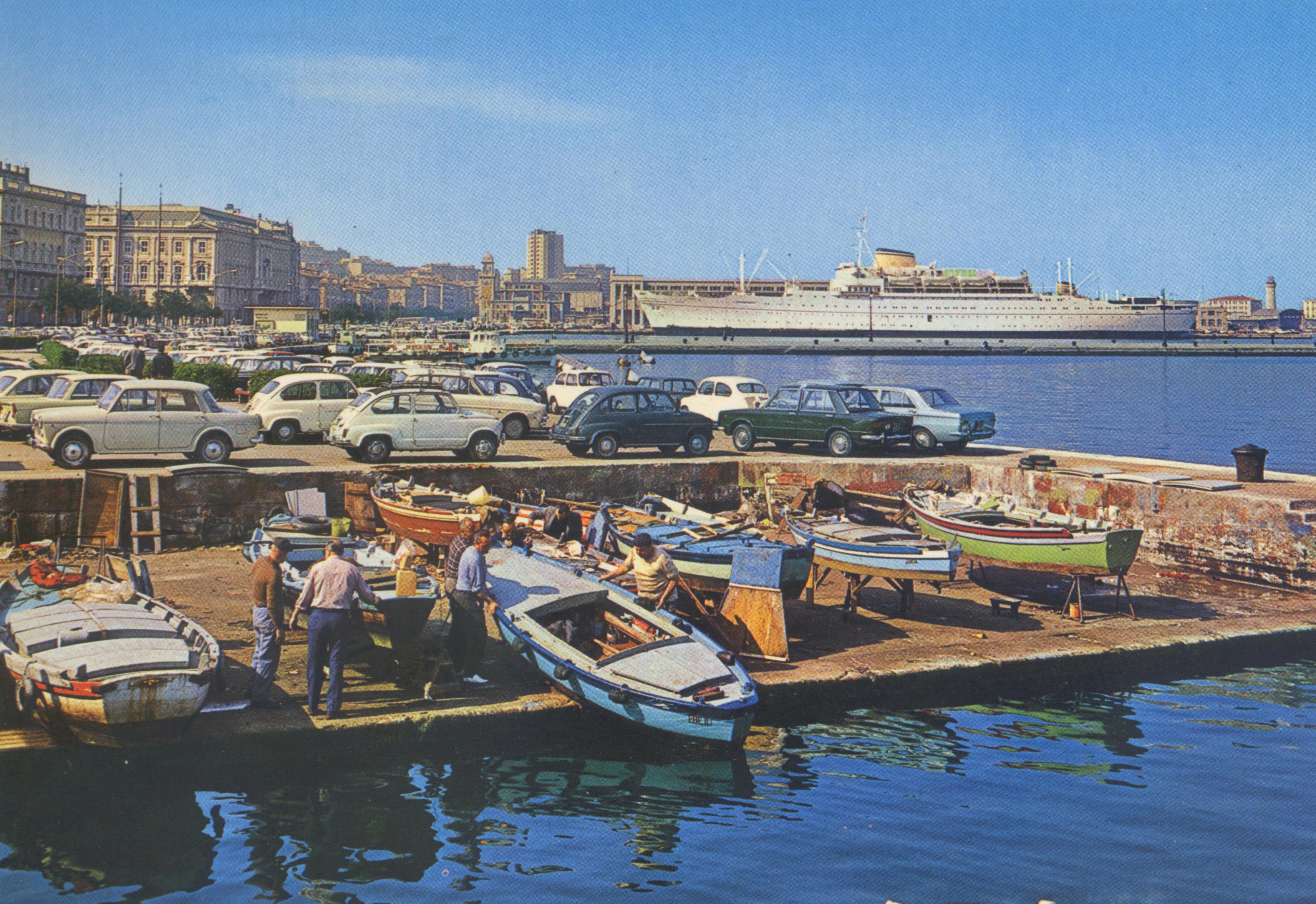
Una vecchia cartolina in cui si vede lo squero ancora utilizzato
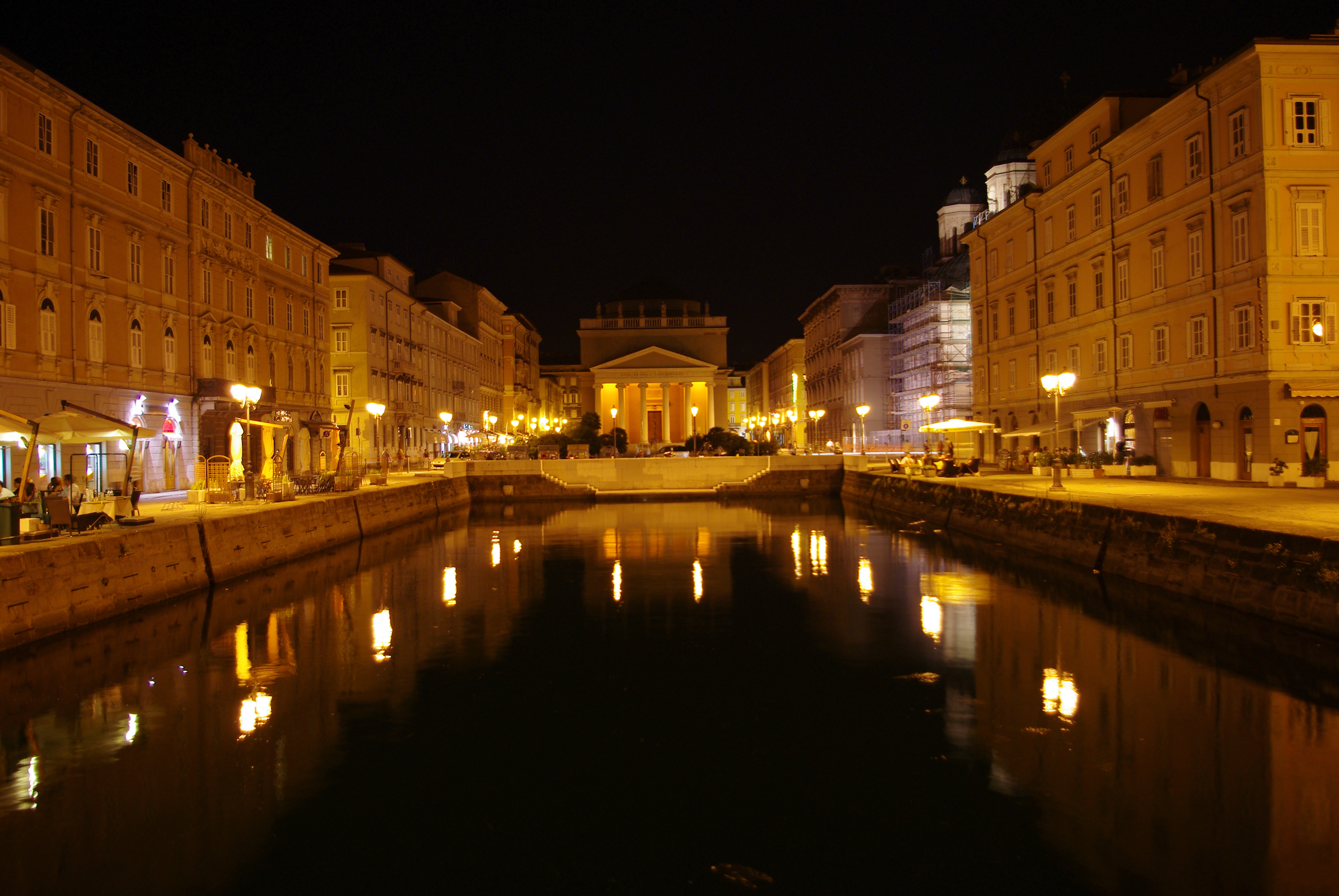
Canal Grande di notte

## Fonti
- Il Piccolo dd. 03/12/2012
- Il Piccolo (http://ilpiccolo.gelocal.it/cronaca/2012/04/02/news/nuovo-ponte-sul-canale-lavori-al-via-tra-un-mese-1.3760455 Archiviato il 23 febbraio 2020 in Internet Archive.)